# Kwaterka
Kwaterka (łac. quarta pars – czwarta część) – polska jednostka objętości równa około 1/4 kwarty lub 1/16 garnca, tj. około jednej czwartej litra. W okresie reform stanisławowskich weszła w skład systemu garnca warszawskiego, stosowanego przy zliczaniu pojemności płynów, oraz systemu korca warszawskiego, używanego do określania objętości towarów sypnych. Kwaterka w okresie rozbiorów stanowiła dalej element wprowadzanych systemów miar i wag, między innymi w Wolnym Mieście Krakowie i Królestwie Polskim (tzw. system nowopolski)
Inne nazwy używane do oznaczania takiej objętości:
- ćwiartka – bardziej ogólna
- szklanka – zwyczajowa i przybliżona